# Baryton

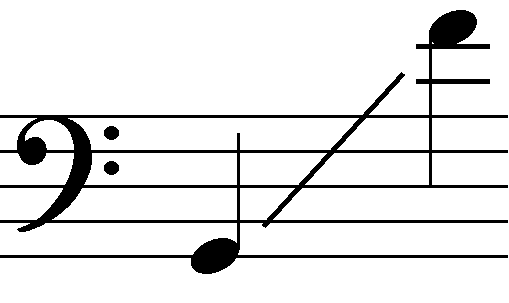
Tónový rozsah barytonu

Baryton (z řec. βαρυτονος – hluboko znějící) je střední mužský hlas mezi tenorem a basem. Původně označoval zcela nejhlubší hlas, ale od 17. století se používá pro střední a také statisticky nejběžnější mužský hlasový obor. Rozsah sólového barytonisty je od G do g¹ 
Podle barvy tónu a dalších charakteristik se rozlišuje několik druhů barytonu:
- lyrický baryton (např. Lazebník sevillský: Figaro) – lehký a pohyblivý hlas
- hrdinný baryton (Aida: Amonasro) – těžký, mocný hlas s výraznými hlubokými tóny
- charakterní baryton (Fidelio: Pizzaro)